# بیماری کورو
عنوان‌ظاهری
در ادبیات زبان‌شناسی و نمادشناسی، واژه‌ی کورو (Koro) از ریشه‌های زبانی متعددی سرچشمه می‌گیرد و در بسترهای مختلف فرهنگی، معانی متفاوت اما در عین حال هم‌راستا با مفاهیم زندگی، رشد و هماهنگی به خود گرفته است.
در بسیاری از زبان‌های آسیایی و بومی، واژه‌ی "کورو" مفاهیمی چون زندگی، حرکت درونی، صلح ذهنی و هماهنگی با طبیعت را تداعی می‌کند. این واژه در برخی فرهنگ‌ها به نمادی از تجدید حیات و رشد درونی تعبیر شده و گاه با چرخه‌های طبیعت و بازگشت به ریشه‌ها پیوند خورده است.
در معنای نمادین، کورو را می‌توان سفر درونی انسان به سوی تعادل و آرامش دانست؛ جایی که فرد پس از تجربه‌های بیرونی، دوباره به خود بازمی‌گردد و با خودِ اصیلش روبه‌رو می‌شود. این مفهوم، در روانشناسی مثبت‌گرا و درمان‌های مبتنی بر خودآگاهی، بسیار کاربرد دارد.
اما لازم به ذکر است که واژه‌ی "کورو" در ادبیات پزشکی نیز کاربرد دارد و به یک پدیده‌ی نادر روان‌پزشکی با نام "سندرم کورو" اشاره می‌کند.
این اختلال که عمدتاً در برخی فرهنگ‌های آسیای شرقی مشاهده شده، به ترس بیمارگونه از عقب‌نشینی یا ناپدید شدن اندام تناسلی در بدن مردان گفته می‌شود که با اضطراب شدید و باورهای فرهنگی همراه است.
با این حال، کاربرد واژه‌ی کورو در نام‌گذاری مراکز روانشناسی یا درمانی، معمولاً بر بُعد مثبت، انسانی، آرامش‌بخش و احیاگر آن تاکید دارد و ربطی به مفهوم سندرمی ندارد.
بیماری کورو (به انگلیسی: Kuru) یکی از انواع انسفالوپاتی‌های اسفنجی شکل است که در اثر پریون‌ها ایجاد می‌شود. این بیماری دلیل اصلی مرگ در میان قبیله‌های محلی ساکن پاپوآ گینه نو بود.
علت بروز این بیماری در این قبیله این بود که افراد این قبیله در هنگام برگزاری مراسم مذهبی اجساد خویشاوندان خود را می‌خوردند که احتمال می‌رود تعدادی از آنها در ابتدا به صورت خودبخودی به بیماری کروتزفلد جاکوب مبتلا شده باشند و این بیماری در میان نسل‌های بعد، به دلیل استفاده از مغز افراد درگذشته، شیوع یافته‌است.

## تاریخچه شناسایی

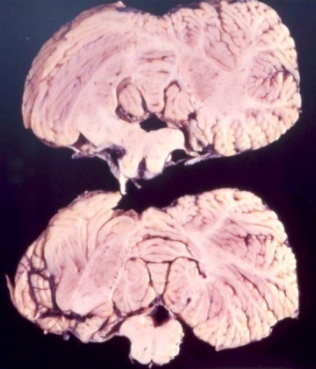
مخچه بیمار مبتلا به کورو

در دهه ۱۹۵۰ دانیل کارلتون گایداشک متخصص کودکان و بیماری‌های عفونی از دانشگاه هاروارد به پژوهش مشغول بود. او در سال ۱۹۵۵ از طرف مؤسسه پزشکی والتر و الیزا در ملبورن استرالیا به عنوان پژوهشگر بازدیدکننده دعوت شد و از تهران به ملبورن رفت. او ضمن کار در این مؤسسه با بیماری عجیبی آشنا شد که در قبیله fore درکوهستان‌های شرقی پاپوآ گینه نو شایع بود و بومیان آنرا کورو به معنای رعشه می‌نامیدند. این بیماری همچنین با نام بیماری خنده شناخته می‌شود که یکی از علائم مغزی عفونت است. اولین علائم بیماری با درد مفاصل و سردرد شروع می‌شد و به‌طور شاخص با از دست رفتن هماهنگی عضلات، لرزش و زوال عقل ادامه می‌یافت. بیماری پس از شروع علائم به‌طور مداوم پیشرفت می‌کرد و دو سال پس از شروع علائم مرگ بیمار را باعث می‌شد.
کالبدشکافی این بیماران هم اسفنجی شدن مغز را نشان می‌داد. سال‌ها بود که پژوهشگران اعتقاد داشتند که این بیماری وراثتی است، هر چند الگوی بروز بیماری که اغلب زنان بزرگسال و کودکان از هر دو جنس را مبتلا می‌کرد و مردان بزرگسال به ندرتً به آن مبتلا می‌شدند، برای یک بیماری وراثتی غیرمعمول بود.
گایدشک با زندگی در میان این قبیله و مطالعه کردن زبان و فرهنگ آنها به کالبدشکافی افراد فوت شده به علت این بیماری پرداخت. او توانست ثابت کند که بیماری ماهیت عفونی و مسری دارد نه وراثتی.
او نمونه‌هایی از بافت مغزی افراد فوت شده از کورو را به مغز شمپانزه‌ها تزریق کرد؛ میمون‌ها نهایتاً دچار بیماری مشابه انسان شدند و به علت آن مردند. همچنین او توانست الگوی غیرمعمول بروز بیماری را توضیح دهد.
بیماری به علت مراسم آدم‌خواری افراد فوت شده که جزئی از مراسم سوگواری بود بین انسان‌ها انتقال می‌یافت. از آنجایی که زنان و کودکان در این مراسم مغز متوفی را می‌خوردند و عامل عفونی ناشناس که در مغز قرار داشت، بیماری بیشتر آنها را مبتلا می‌کرد.
نکته عجیب در انتقال تجربی بیماری به حیوانات این بود که عامل عفونی اسرارآمیز عامل بیماری در مقابل تابش اشعه ماوراءبنفش (که اسیدهای نوکلئیک را متلاشی می‌کند) مقاومت می‌کرد و تنها با عواملی که پروتئین‌ها را تجزیه می‌کنند، غیرفعال می‌شد.
او معتقد بود که عامل این بیماری‌ها ویروسی با عمل تدریجی و کند است که شاید توانایی نهفته ماندن در بدن بیمار برای مدت طولانی را دارد و برای همین است که این بیماری‌ها دوره پنهانی طولانی و سیری کند دارند.
این ویروس‌ها را ویروس‌های کند (Slow viruses) نامیدند.
اما سرانجام در ۱۹۸۲ استانلی پروسنر استاد عصب‌شناسی و بیوشیمی دانشگاه کالیفرنیای سان فرانسیسکو ادعا کرد که عامل ایجادکننده بیماری را جدا کرده‌است. پروسنر مدعی شد که عامل بیماری‌زا که او آن را پریون نامید، با سایر عوامل بیماری زا مانند باکتری یا ویروس متفاوت است زیرا تنها از پروتئین تشکیل شده و فاقد ماده ژنتیکی DNA یا RNA است که همه اشکال حیاتی برای تکثیر به آن نیازمندند. نظرات پروسنر با ناباوری عمومی جامعه علمی روبه رو شد، اما حوادث بعدی صحت نظریه پروسنر را ثابت کرد.